# فهرست آثار میشل ویلیامز

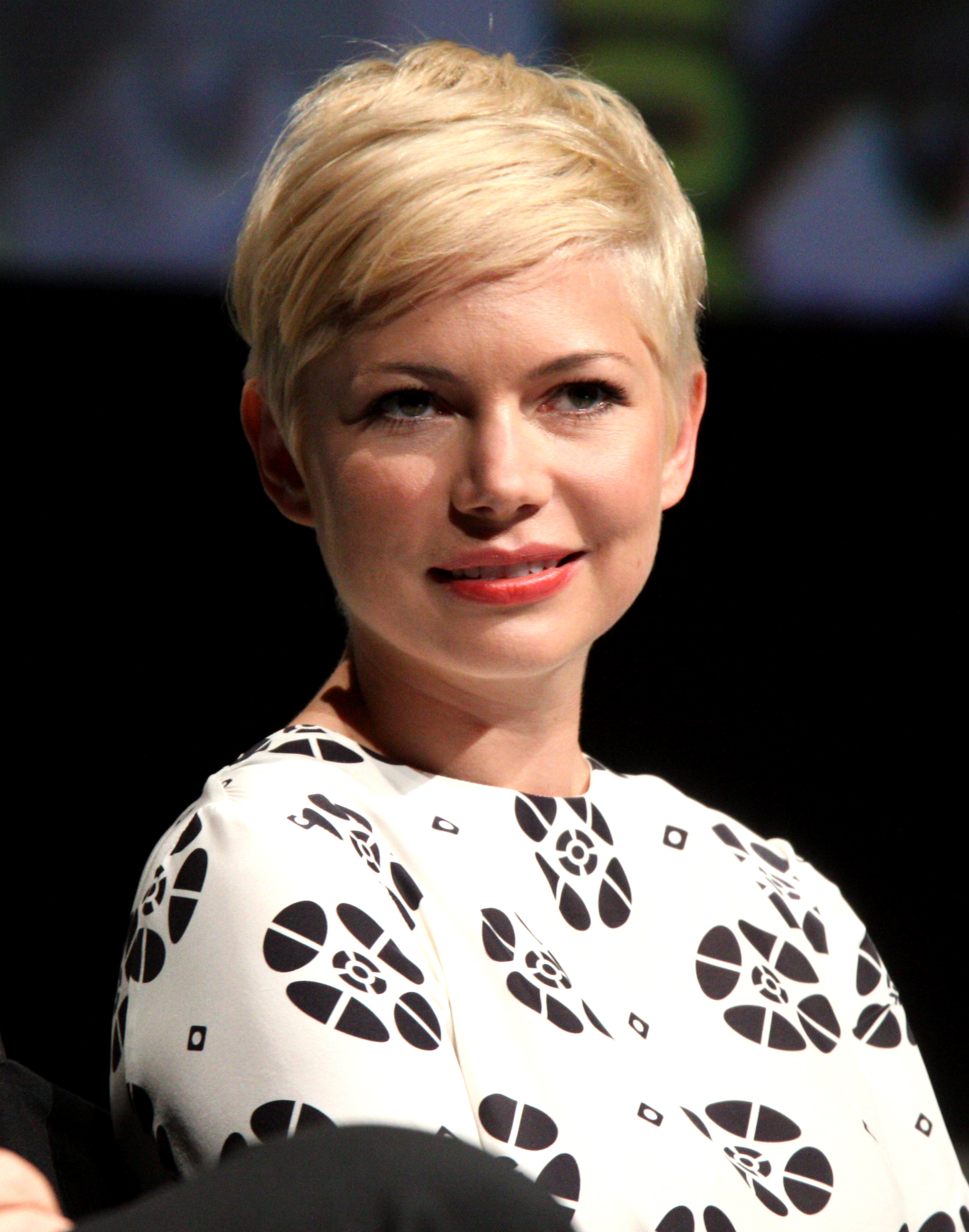
ویلیامز در کامیک-کان سن دیگو ۲۰۱۲

میشل ویلیامز بازیگر آمریکایی است که در فیلم، تلویزیون و روی صحنه حضور داشته‌است. نخستین فعالیت تلویزیونی او در ۱۳ سالگی و با حضور در قسمتی از مجموعهٔ تلویزیونی بی‌واچ بود و فعالیت سینمایی او با ایفای نقش معشوقهٔ یک پسر نوجوان در لسی (۱۹۹۴) آغاز شد. او در نقش مهمان در سیت‌کام‌های تلویزیونی گام به گام و بهبود خانه ظاهر شد و نقش جوانی شخصیت هم‌بازی‌اش، ناتاشا هنستریج، را در فیلم علمی تخیلی گونه (۱۹۹۵) ایفا کرد. ویلیامز برای ایفای نقش نوجوانی از لحاظ جنسی نابسامان در مجموعهٔ درام نوجوانی داوسونز کریک (۱۹۹۸–۲۰۰۳) به موفقیت بیشتری دست یافت. او در سال ۱۹۹۹ با نمایش جوی قاتل نوشتهٔ تریسی لتس برای نخستین بار به روی صحنه رفت.
ویلیامز در دههٔ ۲۰۰۰ از ایفای نقش در فیلم‌های پر بودجه اجتناب کرد و نقش‌آفرینی در فیلم‌هایی با مضمون تاریک‌تر و تولیدات مستقل مانند من بدون تو (۲۰۰۱) و مأمور ایستگاه (۲۰۰۳) را ترجیح داد. این فیلم‌ها با نقدهای مثبتی همراه بودند اما زیاد دیده نشدند. این روند در سال ۲۰۰۵ هنگامی که ویلیامز نقش همسر نادیده گرفته شدهٔ شخصیت هم‌بازی‌اش، هیث لجر، را در کوهستان بروکبک ایفا کرد، تغییر یافت؛ داستان این فیلم درام دربارهٔ معشوقه‌های گی و تیره‌بخت است. این فیلم با تحسین منتقدان و فروش بالایی همراه بود و ویلیامز برایش نامزد دریافت جایزه اسکار بهترین بازیگر نقش مکمل زن شد. حرفهٔ او در چند سال بعد پیشرفت چندانی نداشت اما برای فیلم وندی و لوسی (۲۰۰۸) ساختهٔ کلی رایکارد که در آن نقش راننده‌ای در جستجوی سگ گمشده‌اش را ایفا می‌کند، مورد تحسین منتقدان قرار گرفت.
فیلم تریلر جزیره شاتر (۲۰۱۰) ساختهٔ مارتین اسکورسیزی که ویلیامز در آن نقش مکمل را داشت، تا آن زمان پربیننده‌ترین فیلم او شد. او در ادامه برای ایفای نقش زنی بدبخت در فیلم ولنتاین غمگین (۲۰۱۰) و نقش مریلین مونرو در هفته‌ای که با مریلین گذراندم (۲۰۱۱) دوبار به‌صورت پیاپی نامزد دریافت جایزهٔ اسکار بهترین بازیگر زن شد؛ او برای هفته‌ای که با مریلین گذراندم برندهٔ جایزهٔ گلدن گلوب شد. ویلیامز در ادامه نقش گلیندا را در فیلم فانتزی و از لحاظ تجاری موفق از بزرگ و قدرتمند (۲۰۱۳) ایفا کرد. او در برادوی نقش سالی بولز را در احیایی از موزیکال کاباره در سال ۲۰۱۴ و نقش شخصی نجات یافته از سوءاستفاده جنسی در احیایی از نمایش سیه‌پر در سال ۲۰۱۶ را ایفا کرد. او برای سیه‌پر نامزد دریافت جایزهٔ تونی برای بهترین بازیگر زن در یک نمایشنامه شد. ویلیامز در سال ۲۰۱۶ نقش مادری داغدار در منچستر بای د سی را ایفا کرد و برایش چهارمین بار نامزد دریافت جایزهٔ اسکار شد. فیلم موزیکال بزرگ‌ترین شومن در سال ۲۰۱۷ و فیلم ابرقهرمانی ونوم در سال ۲۰۱۸ به عنوان دو فیلم پرفروش در کارنامهٔ او ثبت شدند. او در سال ۲۰۱۹ به فعالیت در تلویزیون بازگشت و نقش گوئن وردن را در مینی‌سریال زندگی‌نامه‌ای فاسی/وردون از شبکهٔ اف‌ایکس ایفا کرد که برایش برندهٔ جایزهٔ امی ساعات پربینندهٔ بهترین بازیگر زن شد.

## فیلم
| Films that have not yet been released | نشان‌دهندهٔ فیلم‌هایی است که هنوز منتشر نشده‌اند |

| سال  | عنوان                       | نقش              | توضیحات                 | منا.   |
| ---- | --------------------------- | ---------------- | ----------------------- | ------ |
| ۱۹۹۴ | لسی                         | آپریل پورتر      |                         | [ ۲ ]  |
| ۱۹۹۵ | تایم‌مستر                    | آنی              |                         | [ ۲۴ ] |
| ۱۹۹۵ | گونه                        | یانگ سل          |                         | [ ۲۵ ] |
| ۱۹۹۷ | هزار هکتار                  | پامی             |                         | [ ۲۶ ] |
| ۱۹۹۸ | هالووین اچ۲۰: ۲۰ سال بعد    | مولی کارت‌ول      |                         | [ ۲۷ ] |
| ۱۹۹۹ | دیک                         | آرلن لورنزو      |                         | [ ۲۸ ] |
| ۱۹۹۹ | اما من یک تشویق کننده‌ام     | کیمبرلی          |                         | [ ۲۹ ] |
| ۲۰۰۱ | عطر                         | هلی              |                         | [ ۳۰ ] |
| ۲۰۰۱ | من بدون تو                  | هالی             |                         | [ ۶ ]  |
| ۲۰۰۱ | ملت پروزاک                  | روبی             |                         | [ ۳۱ ] |
| ۲۰۰۳ | ایالات متحده لیلاند         | جولی پولارد      |                         | [ ۳۲ ] |
| ۲۰۰۳ | مأمور ایستگاه               | امیلی            |                         | [ ۳۳ ] |
| ۲۰۰۴ | سرزمین پلنتی                | لانا             |                         | [ ۳۴ ] |
| ۲۰۰۴ | قهرمانان خیالی              | پنی تراویس       |                         | [ ۳۵ ] |
| ۲۰۰۴ | ا هول این وان               | آنا واتسون       |                         | [ ۳۶ ] |
| ۲۰۰۵ | باکستر                      | سیسیل میلز       |                         | [ ۳۷ ] |
| ۲۰۰۵ | کوهستان بروکبک              | آلما بیرز دل مار |                         | [ ۳۸ ] |
| ۲۰۰۶ | باز رو به مرگ است           | بتی              |                         | [ ۳۹ ] |
| ۲۰۰۶ | گرمترین ایالت               | سامانتا          |                         | [ ۴۰ ] |
| ۲۰۰۷ | من آنجا نیستم               | کوکو ریوینگتون   |                         | [ ۴۱ ] |
| ۲۰۰۸ | فریب                        | اس               |                         | [ ۴۲ ] |
| ۲۰۰۸ | آتش‌زا                       | مادر جوان        |                         | [ ۴۳ ] |
| ۲۰۰۸ | نیویورک، جز به کل           | کلیر             |                         | [ ۴۴ ] |
| ۲۰۰۸ | وندی و لوسی                 | وندی کارول       |                         | [ ۴۵ ] |
| ۲۰۰۹ | ماموت                       | الن ویدالس       |                         | [ ۴۶ ] |
| ۲۰۱۰ | ولنتاین غمگین               | سیندی            | همچنین تهیه‌کنندهٔ اجرایی | [ ۱۴ ] |
| ۲۰۱۰ | جزیره شاتر                  | دولورس چنال      |                         | [ ۴۷ ] |
| ۲۰۱۰ | میان‌بر میک                  | امیلی تترو       |                         | [ ۴۸ ] |
| ۲۰۱۱ | هفته‌ای که با مریلین گذراندم | مریلین مونرو     |                         | [ ۱۵ ] |
| ۲۰۱۱ | این والس از آن تو           | مارگو            |                         | [ ۴۹ ] |
| ۲۰۱۳ | از بزرگ و قدرتمند           | آنی / گلیندا     |                         | [ ۵۱ ] |
| ۲۰۱۵ | سوئیت فرانسوی               | لوسیل آنگلیر     |                         | [ ۵۲ ] |
| ۲۰۱۶ | منچستر بای د سی             | رندی             |                         | [ ۵۳ ] |
| ۲۰۱۶ | برخی زنان                   | جینا لوئیس       |                         | [ ۵۴ ] |
| ۲۰۱۷ | شگفت‌زده                     | ایلین            |                         | [ ۵۵ ] |
| ۲۰۱۷ | بزرگ‌ترین شومن               | چریتی بارنوم     |                         | [ ۵۶ ] |
| ۲۰۱۷ | تمام پول‌های جهان            | گیل هریس         |                         | [ ۵۷ ] |
| ۲۰۱۸ | من احساس زیبایی می‌کنم       | آوری له‌کلیر      |                         | [ ۵۸ ] |
| ۲۰۱۸ | ونوم                        | ان ویینگ         |                         | [ ۵۹ ] |
| ۲۰۱۹ | بعد از عروسی                | ایزابل           |                         | [ ۶۰ ] |
| ۲۰۲۱ | ونوم: بگذارید کارنیج بیاید  | ان ویینگ         |                         | [ ۶۱ ] |
| ۲۰۲۲ | نمایش                       | لیزی کار         |                         | [ ۶۲ ] |
| ۲۰۲۲ | خانواده فیبلمن              | میتزی فیبلمن     |                         | [ ۶۳ ] |
| ۲۰۲۳ | آسمان عمیق                  | گوینده           | فیلم مستند              | [ ۶۴ ] |

## تلویزیون
| سال       | عنوان                                  | نقش               | توضیحات                             | منا.          |
| --------- | -------------------------------------- | ----------------- | ----------------------------------- | ------------- |
| ۱۹۹۳      | بی‌واچ                                  | بریجت             | قسمت: «مسابقه در برابر زمان: بخش ۱» | [ ۶۵ ]        |
| ۱۹۹۴      | گام به گام                             | جی.جی.            | قسمت: «چیزی وحشی»                   | [ ۶۶ ]        |
| ۱۹۹۵      | بهبود خانه                             | جسیکا لوتز        | قسمت: «دوست‌دختر ویلسون»             | [ ۶۷ ]        |
| ۱۹۹۵      | ریزینگ کینز                            | تریش کینز         | نقش اصلی؛ ۱ فصل                     | [ ۶۸ ]        |
| ۱۹۹۶      | پسر من بی گناه است                     | دونا وینستون      | فیلم تلویزیونی                      | [ ۶۹ ]        |
| ۱۹۹۷      | کشتن آقای گریفین                       | مایا              | فیلم تلویزیونی                      | [ ۷۰ ]        |
| ۱۹۹۸–۲۰۰۳ | داوسونز کریک                           | جن لیندلی         | نقش اصلی؛ ۶ فصل                     | [ ۷۱ ]        |
| ۲۰۰۰      | اگر این دیوارها می‌توانستند صحبت کنند ۲ | لیندا             | فیلم تلویزیونی                      | [ ۷۲ ]        |
| ۲۰۱۳      | کوگار تاون                             | خواهر خوانده لوری | قسمت: «یکشنبه غمگین»                | [ ۷۳ ] [ ۷۴ ] |
| ۲۰۱۹      | فاسی/وردون                             | گوئن وردن         | مینی‌سریال؛ همچنین تهیه‌کنندهٔ اجرایی  | [ ۷۵ ]        |
| ۲۰۲۵      | کشته‌مرده سکس                           | مالی              | مینی‌سریال                           | [ ۷۶ ]        |

## صحنه
| سال  | محصول      | نقش       | تئاتر                     | منا.   |
| ---- | ---------- | --------- | ------------------------- | ------ |
| ۱۹۹۹ | جوی قاتل   | داتی      | خانهٔ نمایش سوهو           | [ ۷۷ ] |
| ۲۰۰۲ | مایک لی    | ملانی-جین | تئاتر ساموئل بکت          | [ ۷۸ ] |
| ۲۰۰۴ | باغ آلبالو | واریا     | جشنواره تئاتر ویلیامزتاون | [ ۷۹ ] |
| ۲۰۱۴ | کاباره     | سالی بولز | استودیو ۵۴                | [ ۸۰ ] |
| ۲۰۱۶ | سیه‌پر      | یونا      | تئاتر بلاسکو              | [ ۸۱ ] |

## کتاب صوتی
| سال  | عنوان    | نقش    | منا.   |
| ---- | -------- | ------ | ------ |
| ۲۰۲۳ | زن درونم | گوینده | [ ۸۲ ] |

## موزیک ویدئو
| سال  | عنوان  | هنرمند      | آلبوم   | منا.   |
| ---- | ------ | ----------- | ------- | ------ |
| ۲۰۱۲ | «بهشت» | وایلد ناتین | نوکتورن | [ ۸۳ ] |

## دیسکوگرافی
| موسیقی متن                  | سال  | ترانه                                                               | ناشر            | منا.   |
| --------------------------- | ---- | ------------------------------------------------------------------- | --------------- | ------ |
| هفته‌ای که با مریلین گذراندم | ۲۰۱۱ | «وقتی عشق اشتباه پیش می‌رود، هیچ چیز درست پیش نمی‌رود / موج هوای گرم» | سونی میوزیک     | [ ۸۴ ] |
| هفته‌ای که با مریلین گذراندم | ۲۰۱۱ | «تمام شد، رؤیایی یافتم»                                             | سونی میوزیک     | [ ۸۴ ] |
| هفته‌ای که با مریلین گذراندم | ۲۰۱۱ | «آن جادوی سیاه قدیمی»                                               | سونی میوزیک     | [ ۸۴ ] |
| بزرگ‌ترین شومن: موسیقی فیلم  | ۲۰۱۷ | «یک میلیون رؤیا»                                                    | آتلانتیک رکوردز | [ ۸۵ ] |
| بزرگ‌ترین شومن: موسیقی فیلم  | ۲۰۱۷ | «تای‌تروپ»                                                           | آتلانتیک رکوردز | [ ۸۵ ] |
| فاسی/وردون                  | ۲۰۱۹ | «رزل دزل»                                                           | آتلانتیک رکوردز | [ ۸۶ ] |